# 大木伸夫 (ミュージシャン)
大木 伸夫（おおき のぶお、1977年8月3日 - ）は、日本のミュージシャン。ロックバンド「ACIDMAN」のボーカル・ギター。同バンドのリーダーであり、作詞・作曲を担当。FREESTAR所属（事務所代表）。埼玉県川越市出身。
明治薬科大学出身で、薬剤師免許を取得している。

## 略歴
中学時代に兄の影響でギターを始め、西武文理高校進学後、軽音楽部で椎橋武史、佐藤雅俊、浦山一悟と出会い、卒業後当時4人組としてバンド活動を行う（大木の担当はギター）。ボーカルを担当していた椎橋の脱退にともない、大木がボーカル・ギターを担当するようになる。下北沢・渋谷を中心にACIDMANとして本格的に活動を開始した。
インディーズ盤「赤橙」「酸化空」リリースを経て、2002年に東芝EMIより1st ALBUM「創」でメジャーデビューした。
2017年、結成20周年の集大成として故郷・埼玉県のさいたまスーパーアリーナでロックフェス「SAITAMA ROCK FESTIVAL “SAI”」を初主催した。2022年、5年ぶりにさいたまスーパーアリーナで「 “SAI” 2022」を開催し、2日間で約4万人を動員した。
なお、「SAI」のキービジュアルは大木作画によるもの。
大の宇宙好き、宇宙マニアとして知られ、自然科学研究機構国立天文台上席教授・渡部潤一、理学博士・吉川真、宇宙科学研究所助教・春山純一、宇宙飛行士・油井亀美也、理論物理学者・佐治晴夫など多くの宇宙航空分野の専門家との対談を行なう。NHK BSプレミアム「コズミックフロント☆NEXT」への出演時には、その豊富な知識を披露している。2024年4月から、科学者をゲストに迎え、宇宙や時間、脳科学に関する最先端の話を聞くサイエンストーク番組「ACIDMAN大木と科学者たち powered by 講談社ブルーバックス」のパーソナリティを務めている。
また、ファンコミュニティアプリFaniconで開設している自身のファンサイトにおいて、「宇宙講座」と題した動画コンテンツを不定期に配信している。
「ALMA」は、アタカマ砂漠にあるアタカマ大型ミリ波サブミリ波干渉計（Atacama Large Millimeter/submillimeter Array, ALMA）の計画を知った大木がインスピレーションを受けて付けたタイトルであり、ミュージックビデオの撮影では、実際に建設中の現地を訪れ、アンテナの操作なども行っている。
1986年（当時9歳）、地元にある「川越市児童センターこどもの城」で行われたハレー彗星観測イベントに参加した。2021年、当時と同じ天体観測室で「innocence」のミュージックビデオを撮影した。
2023年8月、2010年に発表した楽曲が国際天文学連合（IAU）主催・アジア太平洋地域の天文学に関する国際会議「APRIM2023」のテーマソングとなる。福島県郡山市で開催された会議に参加し、世界中の研究者など参加者へ向けてスピーチ及び「ALMA」の歌唱を披露した。
2019年10月、ACIDMANの音楽を使用し、大木自身がプログラム監修及びナレーションを務めたプラネタリウムプログラム「Starry Music Special Edition～music by ACIDMAN～」が、東京・コスモプラネタリウム渋谷で投影開始した。同館最大級の動員数を誇る番組となり、半年間を予定していた投影期間が1年に延長される。その後2021年、最新の宇宙のトピックを取り上げるなど内容をアップグレードした「星になるまで～music by ACIDMAN～」が制作される。全国配給作品として、2025年まで各地で投影された。2025年3月、プラネタリウム作品第3弾として、1977年に工業デザイナーのイームズ夫妻（英語: Charles and Ray Eames）が手掛けた短編科学映画「Powers of Ten」を基に2025年現在判明している最新の科学的データを反映して制作された「星はここにある～music by ACIDMAN～」が投影開始された。
2023年4月、再生可能エネルギー電力を提供するみんな電力「アーティスト電力」で“大木伸夫発電所”を開設した。
2013年6月3日、所属事務所「FREE STAR」を立ち上げ、代表取締役社長に就任した。
2021年、yamaへ「世界は美しいはずなんだ」を楽曲提供した。作詞作曲、プロデュース、Guitar、Bass演奏を担当する。その後、yamaへは「光の夜」 も楽曲提供している。(作詞作曲、プロデュース)
2024年には結束バンドへ「惑う星」を楽曲提供した（作詞・作曲を担当）。

## 人物
- 通称「オオキ」「先生」「社長」など。
- 身長180cm
- 目印はCA4LA、Borsalino、などのハット
- 実家は薬局である（父と兄も薬剤師）。
- 兄の妻（義姉）はライター・作家の奥山貴宏の妹である。
- 宇宙好き、宇宙マニア。
- 読書を趣味の一つとし、多くの本を読んでいる。村上春樹のファンを公言し「世界の終りとハードボイルド・ワンダーランド」がフェイバリット。また、「星の王子さま」(アントワーヌ・ド・サン＝テグジュペリ)、「はてしない物語」(ミヒャエル・エンデ)などのファンタジーの他、ホルヘ・ルイス・ボルヘス、絵本、宇宙や科学関連、アートブックなど、幅広いジャンルの本を所有する。
- 映画や絵画など、アートへの造詣も深い。映画は「インターステラー」、「メッセージ」などSF映画を好み、フェイバリット監督は是枝裕和やクリストファー・ノーランだが、ジャンルを問わず非常に幅広く鑑賞しており、宇宙に次ぐ知識を持つ。
- 椅子などの家具の知識も豊富で、特にミッドセンチュリーを好み、自身でも多く所有している。北海道東川町を訪れた際には、椅子研究家の織田憲嗣による織田コレクションギャラリーを訪問し、本人と対面した記念写真をACIDMANの公式インスタグラムで公開している。
- 手塚治虫作品を好み、自身の主催フェス「SAI」では、コラボレーションGOODSを発売している。
- 幼少期は画家への憧れがあり、2nd Album「Loop」ジャケット、主催フェス「SAI」のキービジュアル作画をはじめ、ACIDMANの多くのアートワークを手掛けている。
- 俳優・斎藤工、芸人・フットボールアワー岩尾望などとも親交があり（両名はACIDMAN主催フェス「SAITAMA ROCK FESTIVAL “SAI”2022」ではMCとして参加）、業界を問わず交友関係が広い。
- 『水曜どうでしょう』（北海道テレビ放送）ファンである事を北海道公演のMC等で度々公言しており、ライブDVDのドキュメンタリーも『水曜どうでしょう』を意識したテロップや編集がなされている。また番組ディレクターの藤村忠寿と親交がありライブの打ち上げ等に参加している他、アニバーサリーに際してメッセージも送られている。 「水曜どうでしょう祭 FESTIVAL in SAPPORO 2019」ではサプライズで登場し「1/6の夢旅人」を歌唱した。

## 対談
- 自然科学研究機構国立天文台上席教授・渡部潤一
  - TOKYO FM「三菱電機 presents 星に願いを ～Journey To The Stars～」[3]
  - 宝島社刊「アルマ望遠鏡が見た宇宙」[4]
  - 三菱電機「DSPACE」、福島中央テレビ「二畳半レコード」で[5]
- 理学博士・吉川真：2019年10月13日「宙フェス 2019」で
- 宇宙科学研究所助教・春山純一：2019年11月16日「宙フェス2019東京日本橋」で
- 宇宙飛行士・油井亀美也：2021年11月5日 NHK音楽祭2021「地球のミライ コンサート」で
- 理論物理学者・佐治晴夫：2022年6月5日 北海道東川町文化ギャラリーにて開催された企画展「宇宙への扉」内トークイベント「だから宇宙は美しい」で